# Canton de Saint-Claude (Guadeloupe)
Pour les articles homonymes, voir Canton de Saint-Claude.
Le canton de Saint-Claude est une ancienne division administrative française, située dans le département de la Guadeloupe et la région Guadeloupe.

## Composition

### De 1951 à 1985
Le canton de Saint-Claude comprenait les communes de Saint-Claude et de Gourbeyre.

### De 1985 à 2015
Le canton de Saint-Claude comprenait une commune :
- Saint-Claude : 10 191 habitants

## Représentation

### De 1951 à 2015
| Période                                                 | Période          | Identité                           | Étiquette       | Qualité |
| ------------------------------------------------------- | ---------------- | ---------------------------------- | --------------- | --- |
| 1951                                                    | 1958             | Rémy Nainsouta (1883-1969)         | Indépendant     | Vétérinaire Maire de Saint-Claude (1945-1965)                                                               |
| 1958                                                    | 1970             | Amédée Valeau                      | UDR             | Agriculteur Maire de Gourbeyre (1932-1977) Sénateur (1952-1959 et 1968-1977)                                |
| 1970                                                    | 1976             | Lucien Gerville-Réache (1920-2008) | DVD             | Homme d'affaires                                                                                            |
| 1976                                                    | 1985             | Lucette Michaux-Chevry             | PS puis RPR     | Avocate |
| 1985                                                    | 1986 (démission) | Robert Tamas                       | RPR             | Directeur de collège Maire de Saint-Claude (1965-1985) Suppléant de la députée Albertine Baclet (1967-1968) |
| 1986                                                    | 2004             | Simon Barlagne                     | UDF puis UMP-OG | Enseignant Maire de Saint-Claude (1986-2003)                                                                |
| 2004                                                    | 2015             | Élie Califer                       | FGPS            | Professeur des écoles spécialisé Maire de Saint-Claude (2008-2022)                                          |
| Les données antérieures ne sont pas encore mentionnées. |                  |                                    |                 | |

### Depuis 2015
Voir canton de Basse-Terre.